# Ethusina longipes
Ethusina longipes is een krabbensoort uit de familie van de Ethusidae. De wetenschappelijke naam van de soort is voor het eerst geldig gepubliceerd in 1987 door Chen.